# Тарапото
Тарапото (исп. Tarapoto) — город в северной части Перу в провинции Сан-Мартин в регионе Сан-Мартин.
Население составляет 127567 жителей (2012). Хотя административным центром региона является г. Мойобамба, Тарапото — крупнейший по численности населения город региона, считается неофициальной столицей Сан-Мартина.
Тарапото находится в часе полета от столицы Лимы, в долине реки Майо (притоке Уальяга), в восточных предгорьях Анд, на высоте примерно 356 метров над уровнем моря, на высоком плато, в так называемой «сельве» (джунглях) Перу. Тарапото также известен как Город Пальм.

## Климат
Климат жаркий, погода стабильно солнечная, сезон дождей с ноября по май характеризуется короткими, но обильными и ежедневными дождями.

## История
Основан в 1782 году Балтазаром Мартинесом Хименес де Компаньоном, как Santa Cruz de los Motilones de Tarapoto. До прихода европейцев в этом месте обитали представители древних культур покрас и чанкас, но затем их подчинила себе Империя Инков, от них, в основном, и остались некоторые местные археологические памятники.

## Экономика и образование
Основными направлениями экономической деятельности являются: туризм (катание на лодках, рафтинг, походы и экспедиции), торговля, сельское хозяйство, добыча и обработка древесины.
В городе имеется национальный университет имени Сан Мартина и аэропорт, откуда совершаются ежедневные рейсы из Лимы и Икитоса.

## Туристические достопримечательности
- Кумбаса и Шилкайо — главные реки, которые снабжают водой город Тарапото. Помимо своего практического использования, Кумбаса также является излюбленным местом отдыха жителей Тарапото.
- Археологический памятник Полиш, где имеются петроглифы с мотивами растений и животных в 9 км от города.
- водопад Ахуашийаку в перуанской сельве, в 35 минутах езды от Тарапото, по дороге на Юримагуас.
- процесс ручного изготовления знаменитых табакалесских сигар.